# Deutsche U18-Faustballnationalmannschaft der Männer
Die deutsche U18-Faustballnationalmannschaft ist die von den deutschen Nationaltrainern getroffene Auswahl deutscher Faustballspieler unter 18 Jahren. Sie repräsentieren die Deutsche Faustball-Liga auf internationaler Ebene bei Veranstaltungen der European Fistball Association und International Fistball Association. Deutschland gehört zu den führenden Faustballnationalmannschaften der Welt.
Bei insgesamt sieben Weltmeisterschaften wurde die deutsche Faustballnationalmannschaft der männlichen U18 insgesamt fünf Mal Weltmeister und stand bei jeder Austragung auf dem Podest.

## Internationale Erfolge
Keine männliche U18-Nationalmannschaft ist im Faustball so erfolgreich wie die deutsche. Bei sieben Weltmeisterschaften gewann Deutschland fünf Mal den Weltmeistertitel. Mit dem Titelgewinn bei der Heim-WM in Nürnberg ist das deutsche Team aktueller Titelträger.

### Weltmeisterschaften
- 2003 in  Italien: 3. Platz (von 8)
- 2006 in  Chile: 1. Platz (von 8)
- 2009 in  Namibia: 1. Platz (von 6)
- 2010 in  Spanien: 1. Platz (von 8)
- 2012 in  Kolumbien: 3. Platz (von 7)
- 2014 in  Brasilien: 1. Platz (von 7)
- 2016 in  Deutschland: 1. Platz (von 5)[1]
- 2018 in  Vereinigte Staaten:

## Team

### Aktueller Kader
Kader bei der Faustball-WM 2016 in Deutschland:
| 1              | Christos Michalakis   | TK zu Hannover           | Europameister 2015                   |
| 4              | Rouven Kadgien        | VfL Kellinghusen         | Weltmeister 2014, Europameister 2015 |
| 7              | Florian Fahle         | TV Segnitz               |                                      |
| 10             | Kai Mörbe             | SV Kubschütz             |                                      |
| Abwehr/Zuspiel |                       |                          |                                      |
| 2              | Hauke Spille          | TV Brettorf              |                                      |
| 3              | Johann Habenstein     | TV Schweinfurt-Oberndorf |                                      |
| 5              | Johannes Jungclaussen | TV Vaihingen/Enz         |                                      |
| 6              | Lukas Schneider       | TV Eibach 03             |                                      |
| 8              | Manuel Kögel          | VfK Berlin               |                                      |
| 9              | Christopher Hafer     | Ohligser TV              |                                      |

### Trainerstab
| Name                 | Funktion          |
| -------------------- | ----------------- |
| Roland Schubert      | Bundestrainer     |
| Hartmut Maus         | Co-Trainer        |
| Lisa Will            | Mannschaftsärztin |
| Willi Meyer-Weichelt | Physiotherapeut   |
| Harald Muckenfuß     | Delegationsleiter |